# Esenciální aminokyseliny

Esenciální aminokyseliny
Arginin
Histidin
Isoleucin
Leucin
Lysin
Methionin
Fenylalanin
Threonin
Tryptofan
Valin

Esenciální aminokyseliny jsou takové aminokyseliny, které živočišný organismus nedokáže syntetizovat de novo. Navzdory svému názvu jsou to naopak méně důležité aminokyseliny, proto si živočichové mohli dovolit ztratit schopnost jejich syntézy a stali se závislí na jejich přívodu zvenčí.
Syntéza esenciálních aminokyselin je v porovnání s ostatními aminokyselinami velmi složitá a energeticky náročná, pro organismus je tedy výhodnější využívat už hotových aminokyselin, pokud je může získat. Aminokyseliny, které jsou pro živočichy esenciální, dokážou syntetizovat rostliny a bakterie. Jsou pak zdrojem těchto aminokyselin pro všechny ostatní organismy.

## Semiesenciální aminokyseliny
Arginin a histidin jsou semiesenciální aminokyseliny – jejich syntéza není dostatečná pro podporu růstu. Jsou tedy esenciální jen pro děti a mláďata. Některé esenciální aminokyseliny mohou v těle vznikat, ale jen z jiných esenciálních aminokyselin: například methionin může být syntetizován z homocysteinu, ale na druhou stranu homocystein sám vzniká jen z methioninu.

## Esenciální aminokyseliny a kvalita bílkovin
Kvalita bílkovin v potravě se měří srovnáním podílu esenciálních aminokyselin a podílem, který odpovídá správné výživě. Čím je podíl esenciálních aminokyselin k neesenciálním vyšší, tím je bílkovina kvalitnější.
Poměrně kvalitní bílkoviny obsahuje například mléko, vejce a maso, bílkoviny rostlinného původu mohou mít nedostatek určitých esenciálních aminokyselin. Při přísně veganské dietě tedy občas hrozí jejich nedostatek a je potřeba hlídat si příjem bílkovin z různých zdrojů. Například kombinace bílkovin z pšenice (málo lysinu) a bílkovin z luštěnin (málo methioninu) zajistí příjem esenciálních aminokyselin, ale celkový příjem bílkovin musí být vyšší, než při stravě, která obsahuje kvalitnější bílkoviny.
Aminokyseliny se v organismu neskladují, ty aminokyseliny, které nejsou hned zabudovány do vytvářených proteinů, jsou deaminovány a dusík v nich obsažený je vyloučen jako močovina. Proto nelze konzumovat potraviny bohaté na esenciální aminokyseliny „do zásoby“, příjem musí být pokud možno stálý.
|                       | požadavky (mg/kg tělesné hmotnosti/den) | požadavky (mg/kg tělesné hmotnosti/den) | požadavky (mg/kg tělesné hmotnosti/den) |
|                       | kojenci                                 | děti                                    | dospělí                                 |
| --------------------- | --------------------------------------- | --------------------------------------- | --------------------------------------- |
| histidin              | 28                                      | ?                                       | 10                                      |
| isoleucin             | 70                                      | 28                                      | 10                                      |
| leucin                | 161                                     | 42                                      | 14                                      |
| lysin                 | 103                                     | 44                                      | 12                                      |
| methionin             | 58                                      | 22                                      | 13                                      |
| fenylalanin a tyrosin | 125                                     | 22                                      | 14                                      |
| threonin              | 87                                      | 28                                      | 7                                       |
| tryptofan             | 17                                      | 3,3                                     | 3,5                                     |
| valin                 | 93                                      | 25                                      | 10                                      |

Údaje z Recommended Dietary Allowances, 10th Edition. Food and Nutrition Board, National Research Ccouncil–National Academy of Sciences, 1989 [nedostupný zdroj]

## Limitní aminokyseliny
V metabolismu bílkovin (které jsou složeny z aminokyselin) platí dva důležité zákony:
Rubnerův zákon limitní aminokyseliny říká, že využití aminokyselin z přijatých bílkovin závisí na obsahu nejméně zastoupené esenciální aminokyseliny. To znamená, že z přijatých aminokyselin se jich do vlastních proteinů zabuduje jen tolik, kolik odpovídá množství nejméně zastoupené esenciální aminokyseliny. Protože aminokyseliny se v organismu neskladují, ostatní aminokyseliny jsou rozloženy, a to i tehdy, když v organismu panuje celkový nedostatek bílkovin.
Wolfův zákon nadbytku esenciálních aminokyselin varuje, že příjem libovolné esenciální aminokyseliny ve velkém nadbytku narušuje metabolismus ostatních aminokyselin a zesiluje projevy limitní aminokyseliny.
Limitní aminokyselinou se může stát libovolná esenciální aminokyselina, pokud je její zastoupení ve stravě nedostatečné. Nejčastěji to bývá lysin, kterého je málo v obilovinách a methionin, který je málo zastoupen v luštěninách. Jednostranná výživa bez živočišných bílkovin, spolu s vlivem limitních aminokyselin, je příčinou proteinové podvýživy (kwashiorkor) u lidí z rozvojových zemí.
| Zdroj proteinů               | Limitní aminokyselina            |
| ---------------------------- | -------------------------------- |
| Pšenice                      | lysin                            |
| Rýže                         | lysin                            |
| Kukuřice                     | lysin a tryptofan                |
| Luštěniny                    | methionin (nebo cystein)         |
| Hovězí maso                  | fenylalanin (nebo tyrosin)       |
| Kravské mléko nebo syrovátka | methionin (nebo cystein)[zdroj?] |